# Oryctes monoceros
Oryctes monoceros är en skalbaggsart som beskrevs av Olivier 1789. Oryctes monoceros ingår i släktet Oryctes och familjen Dynastidae. Inga underarter finns listade i Catalogue of Life.

## Bildgalleri

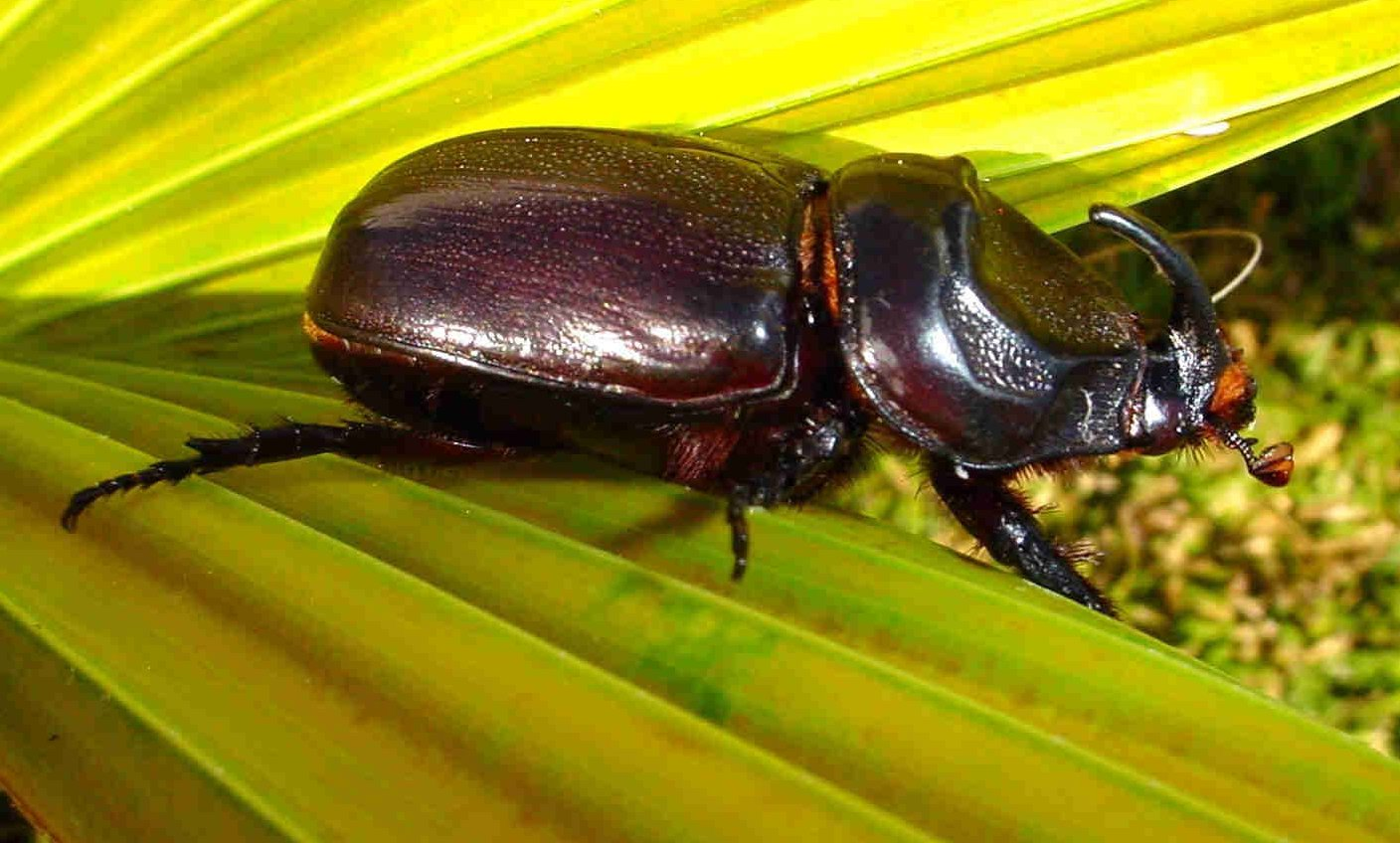